# Iglesia de Nuestra Señora de la Granada (La Granada de Riotinto)
La iglesia de Nuestra Señora de la Granada es un templo católico situado en el municipio español de La Granada de Riotinto, en la provincia de Huelva, comunidad autónoma de Andalucía. Se encuentra inscrita como bien inmueble en el Catálogo General del Patrimonio Histórico Andaluz.

## Características
Se trata de un edificio del siglo XVIII construido en mampuesto y ladrillo revocado. Cuenta con una sola planta que está cubierta por una bóveda de medio cañón. El edificio presenta la particularidad de que el crucero solo tiene el brazo del Evangelio, que hace las veces de capilla, y que comunica con un recinto para tocar las campanas. En este mismo lado, y en comunicación con el presbiterio, se encuentra la sacristía cuyo techo es de madera. Exteriormente posee una puerta principal situada a los pies del edificio que consta de un arco carpanel entre pilastras y coronado por un entablamento dórico.